# Dag Solstad
Dag Solstad (født 16. juli 1941 i Sandefjord, død 14. marts 2025) var en norsk forfatter, der opfattes som en af de mest centrale forfattere i nyere norsk litteratur.[kilde mangler] Han er mest kendt for sin skønlitteratur, men skrev også essays, artikler samt reportagebøger om fodbold. 
Han modtog i 1989 Nordisk Råds litteraturpris for romanen Roman 1987.

## Forfatterskab
Udover Roman 1987 har Solstad bl.a. skrevet romanerne Gymnasielærer Pedersens beretning om den store politiske vækkelse som har hjemsøgt vort land (1982), Brudgom (1987), Professor Andersens nat (1996) og T. Singer (2000).
Han var i Profil-kretsen, en gruppe som Morgenbladet.no har kaldet "nyere norsk litteraturhistories mest berømte gruppering".

### Karakteristik
Solstads værker beskriver vigtige sider af det norske samfunds udvikling fra 1960'erne og fremad. I alle hans romaner minder hovedpersonernes alder og livsindstilling om Solstads egen. Hans forfatterskab kan groft inddeles i fem faser, som følger hver sit årti: I 1960'erne var hans bøger tydeligt præget af modernismen. I 1970'erne var de mere socialrealistiske og politiske. I 1980'erne forlod han utopien og skrev romaner, hvor han så tilbage på 1970'ernes radikale politiske holdninger. I 1990'erne behandlede hans produktion desillusionerede mænd. Efter årtusindskiftet blev hans romaner mere eksperimenterende.

## Udvalgte bøger på dansk
- Solstad, Dag (1976). Glem aldrig '72. Rhodos radius fiction. Kbh.: Rhodos. ISBN 87-7496-551-4.
- Solstad, Dag (1978). Svig : førkrigsår (1. oplag udgave). Kbh.: Forlaget Oktober. ISBN 87-87587-27-0.
- Solstad, Dag (1979). Krig - 1940. Kbh.: Samlerens Bogklub. ISBN 87-01-00422-0.
- Solstad, Dag (1980). 25. Septemberpladsen. Rhodos radius fiction. Kbh.: Rhodos. ISBN 87-7496-754-1.
- Solstad, Dag (1982). Brød og våben. Kbh.: Rhodos. ISBN 87-7496-833-5.
- Solstad, Dag (1983). Gymnasielærer Pedersens beretning om den store politiske vækkelse som har hjemsøgt vort land. Charlottenlund: Rosinante. ISBN 87-7357-007-9.
- Solstad, Dag (1986). Forsøg på at beskrive det uigennemtrængelige : roman. Charlottenlund: Rosinante. ISBN 87-7357-062-1.
- Solstad, Dag (1988). Brudgom : (Roman 1987). Charlottenlund: Rosinante. ISBN 87-7357-139-3.
- Solstad, Dag (1994). Elvte roman, bog atten : roman. Kbh.: Rosinante. ISBN 978-87-638-1440-9.
- Solstad, Dag (1998). Professor Andersens nat : roman (1. udgave, 1. oplag udgave). Kbh.: Munksgꜳrd/Rosinante. ISBN 87-16-16133-5.
- Solstad, Dag (2000). T. Singer : roman (1. udgave, 1. oplag udgave). Kbh.: Rosinante. ISBN 87-621-0069-6.
- Solstad, Dag (2004). 16-07-41 (1. udgave, 1. oplag udgave). Kbh.: Rosinante. ISBN 87-621-0447-0.
- Solstad, Dag (2007). Armand V. : fodnoter til en uudgravet roman (1. udgave, 1. oplag udgave). Kbh.: Rosinante. ISBN 978-87-638-0631-2.
- Solstad, Dag (2010). 17. roman. Camilla Christensen (trans.) (1. udgave). Kbh.: Rosinante. ISBN 978-87-638-1405-8.
- Solstad, Dag (2017). Generthed og værdighed : roman. Sara Koch (trans.) (1. udgave). Kbh.: Rosinante. ISBN 978-87-638-4885-5.
- Solstad, Dag (2020). Elvte roman, bog atten og 17. roman. Kari Sønsthagen, Torben Weinreich, Camilla Christensen (trans.) (1. udgave). Kbh.: Rosinante. ISBN 978-87-638-6419-0.
- Solstad, Dag (2020). Tredje, og sidste, roman om Bjørn Hansen. Sara Koch (trans.) (1. udgave). Kbh.: Rosinante. ISBN 978-87-638-6424-4.

## Udvalgte bøger på norsk
- Solstad, Dag (2021). Artikler om litteratur 2015-2021. Oslo: Forlaget Oktober. ISBN 978-82-495-2408-2.